# سینه‌سرخ خاکستری
سینه‌سرخ خاکستری (نام علمی: Heteromyias albispecularis) نام یک گونه از سرده سینه‌سرخ‌های دیگرگون است.